# Ева Станкевич
Ева Станкєвич (пол. Ewa Stankiewicz, *6 червня 1967, Вроцлав, Польща) – польська режисерка i сценаристка фільмів, громадська діячка. 

## Біографія
Закінчила режисуру лодзьку кіношколу і полоністику Вроцлавського університету. Нагороджувалася за радіо- і телевізійнів репортажі. Зрежисований разом з Анною Ядовською фільм «Торкнися мене», відзнятий на підставі написано разом сценарію, у 2003 отримав головну нагороду на Конкурсі польського незалежного кіно на XXVIII Фестивалі польського сюжетного кіно в Ґдині. Засновниця і голова фундації «Добре що ти є», яка допомагає тяжкохворим і помираючим людям, а також очільниця Об'єднання «Солідарні 2010».

## Фільмографія
- Відділ маркетингу, з Ґжеґожем Сєдлєцьким (1997)
- Дурні загадки (2000)
- Трамвайні люди (2000)
- Знайомі з вигляду (2001)
- Панночка з вікна (2001)
- Торкнися мене, з Анною Ядовською (2003)
- Молитва за невипадкових людей (2004)
- Три хлопці, з Анною Ференс (2008)
- Не будеш бачити (2009)
- Не відпускай мене (2010)
- Солідарні 2010, з Яном Поспєшальським (2010)
- Хрест, з Яном Поспєшальським (2011)
- Листи пасажирів, з Яном Поспєшальським (2011)

## Нагороди
- Головна нагорода міжнародного кінофестивалю в Римі – «RomaFictionFest» (Міжнародний фестиваль телевізійної продукції) за фільм «Три хлопці», Рим 2009
- Нагорода імені Даріуша Фікуса у категорії «Творець в медіях» за фільм «Три хлопці», 2009
- Нагорода імені Анджея Войцеховського за фільм «Три хлопці», 2008
- Головна нагорода «Свобода слова» Спілки польських журналістів за фільм «Три хлопці», 2008
- Лауреатка (разом з Анною Ференс) нагороди студентів-журналістів «МедіаТори» 2008, у категорії «ДетонаТОР» – для автора найбільш нашумівшого і найбільш захоплюючого матеріалу (за фільм «Три хлопці»)
- GRAND PRIX – Нагорода журналістів – за фільм «Три хлопці», Краків 2008
- Нагорода в категорії «Публіцистика ТБ» за фільм «Три хлопці», Краків 2008
- «Молитва за невипадкових людей», нагорода на Munich International Festival of Film Schools 2006
- «Торкнися мене»: «Бронзовий замок» на Off Cinema Poznań 2003, «Золота качка» 2004, «Нижньосілезький діамант року» 2004
- Grand Prix у Конкурсі незалежного кіно за сюжет фільму «Торкнися мене» na Фестивалі польського сюжетного кіно у Ґдині 2003
- Головна нагорода за сюжет фільму «Торкнися мене» на Slamdance Film Festival (польська версія) 2003
- «Відділ маркетингу», визнання на Фестивалі короткометражного кіно у Кракові 1997
- Нагорода Спілки польських журналістів за радіорепортаж «Rondo alla polacca»
- І нагорода в конкурсі Спілки громадського радіо за два радіорепортажі «Оповідь про життя і смерть» і «Бенкет»
- II нагорода на міжнародному фестивалі радіомистецтв «Macrophon» за репортаж «Панові наразі дякую»
- Визнання на конкурсі «Польща і світ» за репортаж «Прогулянка по божому світі»